# Marius Richters

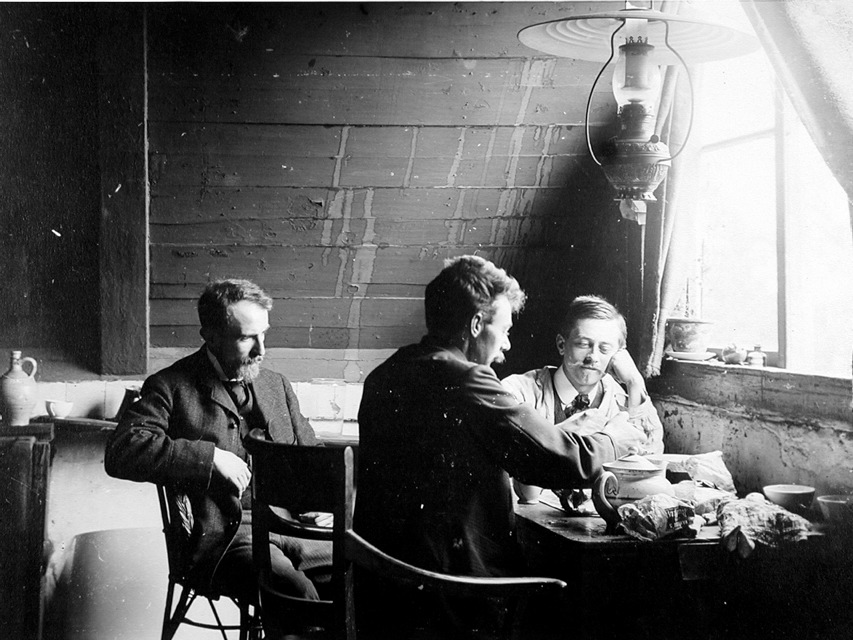
Het atelier van Marius Richters aan de Rotte met links Marius Richters, midden Henri Boot en rechts Gerrit van IJperen, 1908.

Marius Johannes Richters (Rotterdam, 20 maart 1878 – Hillegersberg, 8 juni 1955), was een Nederlands kunstenaar. 

## Leven en werk
Richters was onder meer schilder, tekenaar, graficus en glazenier. Hij werd opgeleid aan de Rotterdamse academie voor beeldende kunst. Hij schilderde haventaferelen in zijn geboortestad Rotterdam. Ook schilderde hij de polderlandschappen rond de stad.  Samen met anderen richtte hij de kunstenaarsgroep De Branding op. Ook was hij lid van de kring van beeldende kunstenaars R 33, en van de kunstenaarsvereniging Sint Lucas in Amsterdam. 
Hij behoorde tot de schilders die in 1918 de opdracht kregen om wandschilderingen voor de Rotterdamse raadzaal te ontwerpen.  Na een langdurige en moeizame 'strijd' waren in 1946 alle zes de wandvlakken - vier in 1939 en twee in 1946 - gevuld met werk van Richters. In 1941 maakte hij in opdracht van de gemeente Rotterdam een bijbels fresco in de kapel van het Zuiderziekenhuis.
Richters was een etser en houtsnijder. Als graficus maakte hij stadsgezichten, haventaferelen en religieuze prenten. Als tekenaar maakte hij onder andere politieke prenten. Kort voor het bombardement van Rotterdam in de Tweede Wereldoorlog maakte Richters een panoramatekening van de stad Rotterdam vanaf de toren van het stadhuis. 
Ook maakte hij ontwerpen voor gebrandschilderde glas-in-lood ramen voor onder meer de Nederlands-hervormde kerk in Naaldwijk (1922) de Hillegondakerk in Hillegersberg (1923), de Zuiderkerk in Rotterdam (1925, 1926, 1928), het gedenkraam in de Oosterkerk in Aalten (1946) en de Sint-Janskerk in Schiedam. (1950). Het beschilderen van het glas deed Richters zelf; het branden van het beschilderde glas en het in lood zetten werd gedaan in de werkplaats van de glazenier Henri van Lamoen in Dordrecht. Na diens overlijden in 1949 ging hij samenwerken met de Rotterdamse glazenierster Truus van Geldermalsen.
Bij het bombardement op Rotterdam werd de Zuiderkerk verwoest en gingen de glazen van Richters verloren. Richters tekende na het bombardement de restanten van de vernielde Zuiderkerk.
In 1954 ontving Richters de Penning van de Leuve van de Rotterdamse Kunststichting. Hij overleed het jaar erop.

## Tentoonstellingen
Werk van Richters is te vinden in het Rotterdamse, in Museum Rotterdam, Maritiem Museum, Stadsarchief en Museum Boijmans Van Beuningen. Ter gelegenheid van de herdenking van zijn 100e geboortedag in 1978 werd in het Amsterdamse Van Gogh Museum een tentoonstelling aan zijn werk gewijd. Werk van deze Rotterdamse kunstenaar werd ook al eerder, ter gelegenheid van zijn zestigste verjaardag, in 1938 in Amsterdam geëxposeerd. Die expositie vond toen plaats in het Stedelijk Museum van Amsterdam. In 1961 was er een tentoonstelling van zijn werk in het Museum Boijmans Van Beuningen in Rotterdam en in 1964 in het Haags Gemeentemuseum. In 2005 was er tentoonstelling van zijn werk in het Historisch Museum (voorheen gevestigd in Het Schielandshuis) in Rotterdam. Bij deze tentoonstelling verscheen de publicatie Marius Richters Rotterdam van Liesbeth van der Zeeuw.

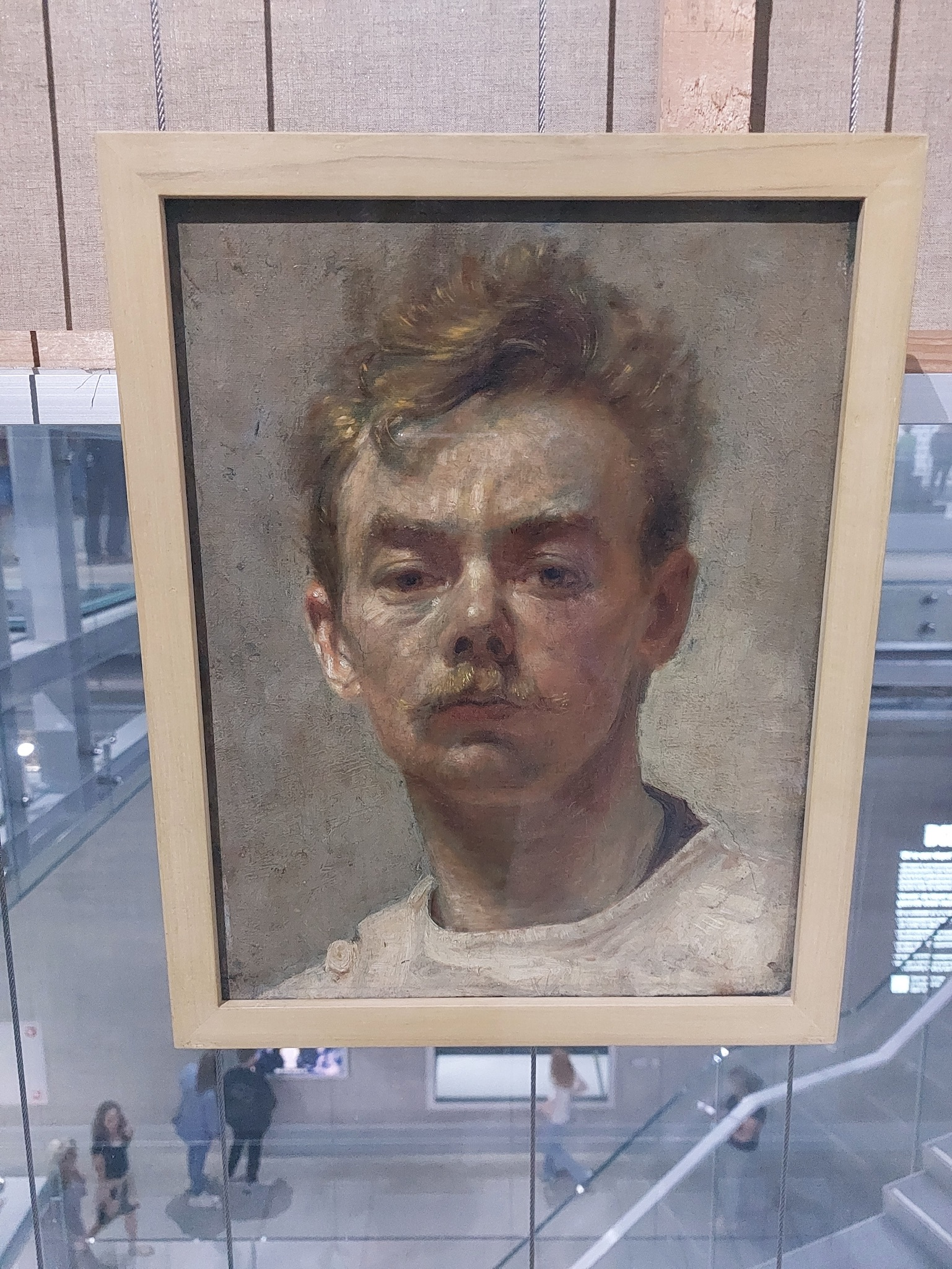
Zelfportret olieverf 1901 in Depot Boijmans van Beuningen

In het Depot Museum Boijmans van Beuningen hangt (anno 2023) een zelfportret uit 1901 in de zelfportrettenvitrine.